# Jakub Mach
Jakub Mach (21. září 1880 Chrastavice – 29. června 1930 Chrastavice) byl československý politik a meziválečný poslanec Národního shromáždění za Republikánskou stranu zemědělského a malorolnického lidu (agrárníky).

## Biografie
Působil jako hostinský v Chrastavicích. V roce 1920 na jeho popud vzniklo v obci Družstvo pro rozvod elektrické energie. Podle údajů k roku 1925 byl profesí domkářem a hostinským v Chrastavici.
V parlamentních volbách v roce 1920 získal mandát v Národním shromáždění za Republikánskou stranu zemědělského a malorolnického lidu (agrárníky). Obhájil ho v parlamentních volbách v roce 1925.
Zemřel v červnu 1930 na záchvat mrtvice.